# Weston (Florida)
Weston és una població dels Estats Units a l'estat de Florida. Segons el cens de l'1 de juliol de 2006 tenia 65.793 habitants.

## Demografia
Segons el cens del 2000, Weston tenia 49.286 habitants, 16.576 habitatges, i 13.658 famílies. La densitat de població era de 800,9 habitants/km².
Dels 16.576 habitatges en un 51,3% hi vivien nens de menys de 18 anys, en un 71% hi vivien parelles casades, en un 9% dones solteres, i en un 17,6% no eren unitats familiars. En el 13,8% dels habitatges hi vivien persones soles el 3,3% de les quals corresponia a persones de 65 anys o més que vivien soles. El nombre mitjà de persones vivint en cada habitatge era de 2,97 i el nombre mitjà de persones que vivien en cada família era de 3,29.
Per edats la població es repartia de la següent manera: un 32,4% tenia menys de 18 anys, un 5% entre 18 i 24, un 36,1% entre 25 i 44, un 19,8% de 45 a 60 i un 6,7% 65 anys o més.
L'edat mediana era de 34 anys. Per cada 100 dones de 18 o més anys hi havia 90,2 homes.
La renda mediana per habitatge era de 80.920 $ i la renda mediana per família de 88.145 $. Els homes tenien una renda mediana de 63.135 $ mentre que les dones 38.119 $. La renda per capita de la població era de 35.490 $. Entorn del 3,9% de les famílies i el 5% de la població estaven per davall del llindar de pobresa.

## Poblacions més properes
El següent diagrama mostra les poblacions més properes.